# Чемпіонат УРСР із шахів 1935 (жінки)
1-й чемпіонат України із шахів серед жінок, що проходив у Києві починаючи з 2 вересня 1935 року.

## Загальна інформація про турнір
Відкриття першого чемпіонату України із шахів серед жінок (офіційно — всеукраїнський жіночий чемпіонат профспілок), відбулося 2 вересня 1935 року у Київському будинку вчителя. Після офіційних привітань, чемпіон СРСР 1927 року Федір Богатирчук прочитав доповідь «Жіноча шахова творчість» з демонстрацією партій Віри Менчик. Також для учасниць турніру були проведені сеанси одночасної гри в шашки та шахи майстрами Б.Бліндером та Олександром Константинопольським.
Чемпіонат пройшов за участі 15 шахісток переможниць турнірів Києва, Харкова, Дніпропетровська, Сталіно, Одеси та Чернігова.
Після шести турів попереду були Роза Клігерман (Київ) — 5½ очок, Берта Корсунська (Одеса) — 5 очок, Тамара Добровольська, Берта Вайсберг (обидві — Київ) — по 4 очки.
У підсумку перемогу в чемпіонаті розділили киянки Берта Вайсберг та Роза Клігерман (по 11 очок). Перші чемпіонки були рідними сестрами Грінберг, які встигли на той час вийти заміж і відповідно змінити прізвища.
Набравши на пів очка менше за переможниць, третє—п'яте місця розділили чемпіонка Одеси Берта Корсунська, киянка Тамара Добровольська та представниця Харкова Кацман.
Слід відзначити, що не в усіх регіонах Української РСР був проведений повноцінний відбір учасників турніру. Наприклад в Чернігові в турнірі взяли участь лише 4 шахістки, а перемогу святкувала Юлія Сергієнко, яка познайомилася з шаховою грою у тому ж році. Зрозуміло, конкурувати на рівних з суперницями, маючи неповних два місяці шахового «стажу», Юлія Сергієнко не мала жодних шансів. На старті її очікували чотири поспіль потужні суперниці з Києва — З.Артем'єва, Р.Клігерман, Т.Добровольська та Б.Вайсберг. Вочевидь, повні розгроми остаточно знищили віру в себе представниці Чернігівщини. У підсумку вона програла всі 14 партій.

## Турнірна таблиця

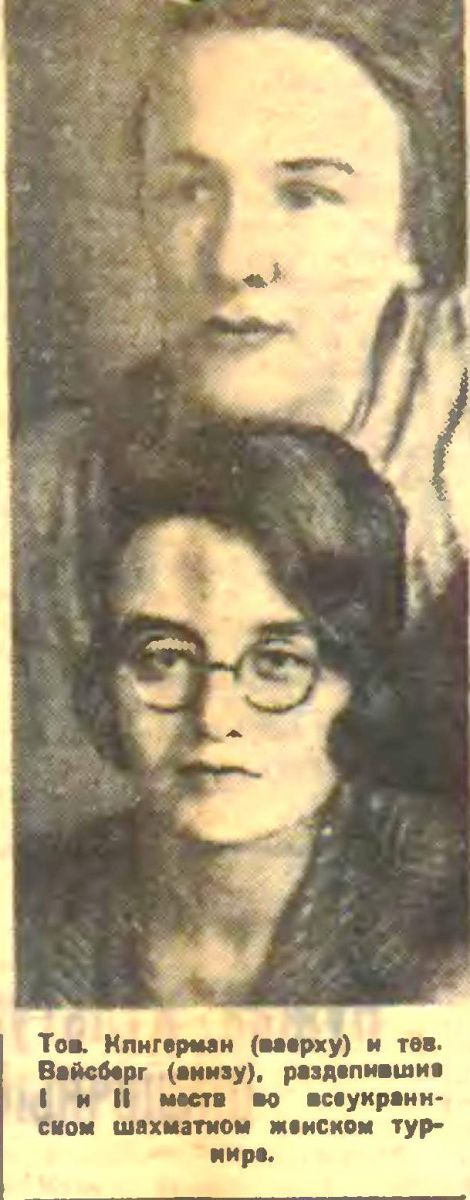
Сестри Роза Клігерман та Берта Вайсберг — перші чемпіонки України

| №  | Учасник              | Місто           | 1 | 2 | 3 | 4 | 5 | 6 | 7 | 8 | 9 | 10 | 11 | 12 | 13 | 14 | 15 |  | + | −  | = | Очки | Місце   |
| -- | -------------------- | --------------- | - | - | - | - | - | - | - | - | - | -- | -- | -- | -- | -- | -- |  | - | -- | - | ---- | ------- |
| 1  | Берта Вайсберг       | Київ            |   |   |   |   |   |   |   |   |   |    |    |    |    |    | 1  |  |   |    |   | 11   | Gold    |
| 2  | Роза Клігерман       | Київ            |   |   |   |   |   |   |   |   |   |    |    |    |    |    | 1  |  |   |    |   | 11   | Gold    |
| 3  | Тамара Добровольська | Київ            |   |   |   |   |   |   |   |   |   |    |    |    |    |    | 1  |  |   |    |   | 10½  | — 5     |
| 4  | Берта Корсунська     | Одеса           |   |   |   |   |   |   |   |   |   |    |    |    |    |    | 1  |  |   |    |   | 10½  | — 5     |
| 5  | Кацман               | Харків          |   |   |   |   |   |   |   |   |   |    |    |    |    |    | 1  |  |   |    |   | 10½  | — 5     |
| 6  | Лівшиць              | Харків          |   |   |   |   |   |   |   |   |   |    |    |    |    |    | 1  |  |   |    |   | 9    | 6       |
| 7  | Віра Єрмакова        | Сталіно         |   |   |   |   |   |   |   |   |   |    |    |    |    |    | 1  |  |   |    |   | 8½   | 7       |
| 8  | Зінаїда Артем'єва    | Київ            |   |   |   |   |   |   |   |   |   |    |    |    |    |    | 1  |  |   |    |   | 6    | 8 — 9   |
| 9  | Голуб                | Київ            |   |   |   |   |   |   |   |   |   |    |    |    |    |    | 1  |  |   |    |   | 6    | 8 — 9   |
| 10 | Єршова               | Дніпропетровськ |   |   |   |   |   |   |   |   |   |    |    |    |    |    | 1  |  |   |    |   | 5    | 10      |
| 11 | Панасенко            | Київ            |   |   |   |   |   |   |   |   |   |    |    |    |    |    | 1  |  |   |    |   | 4½   | 11      |
| 12 | Замкова              | Одеса           |   |   |   |   |   |   |   |   |   |    |    |    |    |    | 1  |  |   |    |   | 4    | 12      |
| 13 | Сербінова            | Харків          |   |   |   |   |   |   |   |   |   |    |    |    |    |    | 1  |  |   |    |   | 3½   | 13 — 14 |
| 14 | В.Трушко             | Дніпропетровськ |   |   |   |   |   |   |   |   |   |    |    |    |    |    | 1  |  |   |    |   | 3½   | 13 — 14 |
| 15 | Юлія Сергієнко       | Конотоп         | 0 | 0 | 0 | 0 | 0 | 0 | 0 | 0 | 0 | 0  | 0  | 0  | 0  | 0  |    |  | 0 | 14 | 0 | 0    | 15      |